# Бодрова Надія Дмитрівна
Наді́я Дми́трівна Бодро́ва (Коршунова) (нар. 1961) — українська бігунка з бар'єрами та тренерка. Заслужений тренер України, майстер спорту міжнародного класу, спеціаліст вищої категорії. Рекордсменка України.

## Життєпис
Представляла спортивне товариство «Спартак» (Харків).
Чемпіонка України 1993, 1994 та 1996 років — біг на 100 метрів з бар'єрами.
Чемпіонка України з легкої атлетики в приміщенні 1994 — біг на 60 метрів з бар'єрами.
Срібна призерка Чемпіонату України з легкої атлетики 1995, 1998 й 2000 років — 100 метрів з бар'єрами.
Учасниця Літніх Олімпійських ігор 1996 та 2000 років.
Чоловік — Бодров Валерій Васильович. Мати Ігоря Бодрова.
Станом на 2014 рік — учитель зі спорту; Харківське державне вище училище фізичної культури № 1.